# Arnold Vinnius
Arnold Vilnius (4 janvier 1588 Monster – 1er septembre 1657 Leyde) est un des principaux juristes du XVIIe siècle.des Pays-Bas

## Biographie
Vinnius suit les cours de droit  de l’Université de Leyde à partir de 1603 et obtient son diplôme en 1612. Gerardus Tuningius, un élève d’Hugo Donellus fut son principal mentor. Reçu docteur en 1618 il ne peut enseigner dans cette université car il avait émis des opinions négatives sur le corps enseignant., il est nommé recteur du Collège des Humanités de La Haye en 1619. En 1633 il est rappelé à Leyde pour occuper la chaire de droit  et il est promu  Extraordinarius Professor Institutionum, poste créé pour lui qu’il occupe jusqu’à sa mort..
Auteur prolifique il publie de nombreux ouvrages comme "Iurisprudentiae contractae sive Partitionum iuris civilis libri IIII", La Haye, 1624-1631; "Tractatus IV de pactis, jurisdictione, collationibus, transactionibus"; Amsterdam, 1651); 
Il annota la réédition des commentaires de Petrus Peck sur les lois maritimes mais son ouvrage le plus célèbre demeure In quatuor libros Institutionum imperialium commentarius academicus et forensis qui fut réédité 54 fois depuis  sa première édition  en 1642 à Leyde jusqu’en 1867 en Espagne

## Sources
- (en) Cet article est partiellement ou en totalité issu de l’article de Wikipédia en anglais intitulé « Arnold Vinnius » (voir la liste des auteurs).